# Maejima Yota
Yota Maejima (前嶋 洋太 Maejima Yōta, sinh ngày 12 tháng 8 năm 1997) là một cầu thủ bóng đá người Nhật Bản. Anh thi đấu cho Kataller Toyama.

## Sự nghiệp
Yota Maejima gia nhập câu lạc bộ tại J2 League Yokohama FC năm 2016. Ngày 22 tháng 9 năm anh ra mắt ở Cúp Hoàng đế Nhật Bản (v AC Nagano Parceiro).